# Paavo Lonkila
Paavo Olavi Lonkila (Kiuruvesi, 1923. január 11. – Kiuruvesi, 2017. szeptember 22.) olimpiai aranyérmes finn sífutó.

## Pályafutása
1950-ben a Lake Placid-i világbajnokságon ezüstérmet szerzett a 4 × 10 km-es váltó tagjaként. Az 1952-es oslói téli olimpián aranyérmet nyert 4 × 10 km-es váltóban és bronzérmet a 18 km-es versenyen.

## Sikerei, díjai
- Olimpiai játékok
  - aranyérmes: 1952, Oslo – 4 x 10 km-es váltó
  - bronzérmes: 1952, Oslo – 18 km
- Világbajnokság
  - ezüstérmes: 1950, Lake Placid (4 x 10 km-es váltó)